# 黑点圆鳞鳎
黑斑圓鱗鰨沙，又稱星點圓鱗鰨 ，俗名龍舌、鰨沙、比目魚，为輻鰭魚綱鰈形目鰨科的一種。

## 分布
本魚分布于印度西太平洋區，包括印度、日本、中國、台灣、香港、馬來西亞、泰國、印尼、菲律賓、澳洲等海域。

## 深度
水深80至100公尺。

## 特徵
本魚體極側扁，呈卵圓形，口小，雙眼位於右側，魚體黃褐色；特徵是有眼側具有深褐色的不規則圓斑，並散布許多深褐色小斑點，尾柄明顯，尾鰭圓形，體長可達10公分。

## 生態
本魚平時大多停棲於海底，並將魚體埋藏於沙泥中，只露出兩眼觀察四周，能隨環境略為改變體色，游泳能力不佳，以波浪狀的方式上下擺動魚體來游泳，屬肉食性，以小型無脊椎動物為食。

## 經濟利用
可食用。